# ファビアナ・ムレル

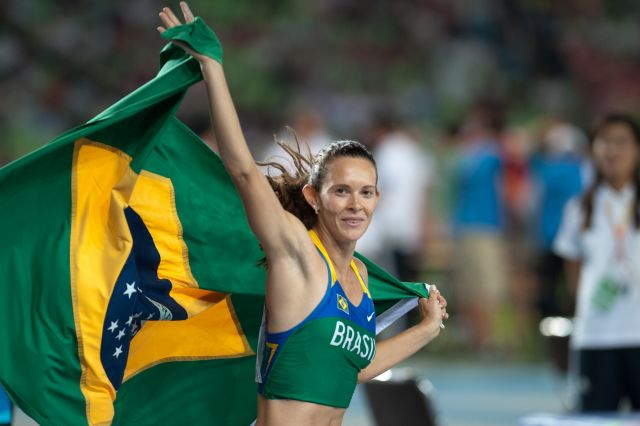
2011年世界陸上競技選手権にて

ファビアナ・デ・アウメイダ・ムレル（Fabiana de Almeida Murer、1981年3月16日 - ）は、イタリア系ブラジル人の陸上競技選手、専門は棒高跳。北京オリンピック女子棒高跳ブラジル代表。2005年ブラジル選手権棒高跳優勝者。サンパウロ州カンピーナス出身。身長172cm、体重64kg。
2008年6月29日、サンパウロの競技会にて棒高跳（屋外）4m80の自己記録をマーク、同時に南アメリカ記録を更新した。その後2009年6月7日、リオデジャネイロの競技会にて記録を4m82に塗り替えた。ブラジル選手権を5度制する間に11回南アメリカ記録を更新、4m82の記録は世界歴代6位（当時）に相当するものであった。
2008年8月の北京オリンピック棒高跳では4m50の記録で10位。2009年8月の世界陸上競技選手権ベルリン大会棒高跳では4m55の記録で5位となった。2010年3月、ドーハで開催された世界室内陸上競技選手権棒高跳では、スベトラーナ・フェオファノワ、アンナ・ロゴフスカらを抑え優勝した。
2011年8月の世界陸上競技選手権大邱大会棒高跳では4m85を記録し、南アメリカ記録を更新して優勝した。
その他、棒高跳（室内）でも4m82の自己記録を保持。2010年2月20日バーミンガムの競技会においての記録であり、同時に棒高跳（室内）の南アメリカ記録である。2010年3月までに19回、女子棒高跳の南アメリカ記録を塗り替えた選手である。

## 主な戦績
| 年度 | 大会名                             | 開催地                        | 順位 | 種目 | 備考     |
| ---- | ---------------------------------- | ----------------------------- | ---- | ---- | -------- |
| 2000 | 世界ジュニア陸上競技選手権         | サンティアゴ（ チリ）         | 10位 | 3m70 |          |
| 2006 | IAAFワールドアスレチックファイナル | シュトゥットガルト（ ドイツ） | 5位  | 4m50 |          |
| 2006 | IAAFワールドカップ                 | アテネ（ ギリシャ）           | 2位  | 4m55 |          |
| 2007 | 世界陸上競技選手権                 | 大阪（ 日本）                 | 6位  | 4m65 |          |
| 2007 | パンアメリカン競技大会             | リオデジャネイロ（ ブラジル） | 優勝 | 4m60 | 大会記録 |
| 2008 | 世界室内陸上競技選手権             | バレンシア（ スペイン）       | 3位  | 4m70 | 南米記録 |
| 2008 | 北京オリンピック                   | 北京（ 中華人民共和国）       | 10位 | 4m50 |          |
| 2008 | IAAFワールドアスレチックファイナル | シュトゥットガルト（ ドイツ） | 6位  | 4m50 |          |
| 2009 | 南アメリカ陸上競技選手権大会       | リマ（ ペルー）               | 優勝 | 4m60 | 大会記録 |
| 2009 | 世界陸上競技選手権                 | ベルリン（ ドイツ）           | 5位  | 4m55 |          |
| 2009 | IAAFワールドアスレチックファイナル | テッサロニキ（ ギリシャ）     | 2位  | 4m60 |          |
| 2010 | 世界室内陸上競技選手権             | ドーハ（ カタール）           | 優勝 | 4m80 |          |
| 2011 | 世界陸上競技選手権                 | 大邱（ 韓国）                 | 優勝 | 4m85 | 南米記録 |
| 2011 | パンアメリカン競技大会             | グアダラハラ（ メキシコ）     | 2位  | 4m70 |          |
| 2015 | 世界陸上競技選手権                 | 北京（ 中国）                 | 優勝 | 4m85 | 南米記録 |

## 記録
| 種目          | 記録 | 場所       | 日時         |
| ------------- | ---- | ---------- | ------------ |
| 棒高跳 - 室内 | 4m83 | ヌヴェール | 2015年2月7日 |
| 棒高跳 - 屋外 | 4m85 | 大邱       | 2011年9月3日 |

## 参考資料・外部リンク
- ファビアナ・ムレル - ワールドアスレティックスのプロフィール（英語）
- ファビアナ・ムレル - Olympedia（英語）
- Focus on Athletes IAAF
- TBS「世界陸上ベルリン」　ファビアナ・ムレル